# Uvaroviella demissa
Uvaroviella demissa är en insektsart som beskrevs av Andrej Vasiljevitj Gorochov 2007. Uvaroviella demissa ingår i släktet Uvaroviella och familjen syrsor. Inga underarter finns listade i Catalogue of Life.